# Овоно, Дидье
Дидье́ Жанвье́ Овоно Эбанг (фр. Didier Janvier Ovono Ebang, родился 23 января 1983 в Порт-Жантиле) — габонский футболист, вратарь французского клуба «Париж». Выступал за сборную Габона.

## Клубная карьера
Начинал карьеру в родном городе в составе «Петро Спорт». Дебютировал в составе чемпионата Габона в 1999 году, в 2001 году перешёл в «Мангаспорт». Сыграл там два сезона, после чего перешёл в 2004 году в «Сожеа», откуда перебрался спустя полтора года в Центральную Америку, в Сальвадор, где играл за «Альянсу».
В 2006 году переехал в Португалию, где подписал контракт с «Пасуш де Феррейра», но в течение года не сыграл там ни матча. Летом 2007 года перешёл в грузинское тбилисское «Динамо», где твёрдо закрепился в составе. Выиграл в составе легендарного клуба чемпионат в 2008 году и кубок в 2009 году. 22 июня 2009 перешёл во французский «Ле-Ман», дебютировал ровно через два месяца в матче против «Нанси» (победа 2:1).
В 2013 году перебрался в бельгийский «Остенде», где твёрдо закрепился в составе.

## Карьера в сборной
В сборной дебютировал в 2003 году, сыграл на четырёх кубках Африки (2010—2017), где в каждом турнире являлся основным вратарём. Является абсолютным рекордсменом по количеству матчей за сборную Габона, сыграв 104 матчей (признанных ФИФА).